# Przybrodzin (przystanek kolejowy)
Przybrodzin - kolejowy przystanek osobowy. (Gnieźnieńska Kolej Wąskotorowa) w Przybrodzinie, w gminie Powidz, w powiecie słupeckim, w województwie wielkopolskim, w Polsce. Oddany do użytku w 1911 roku.